# 漆器

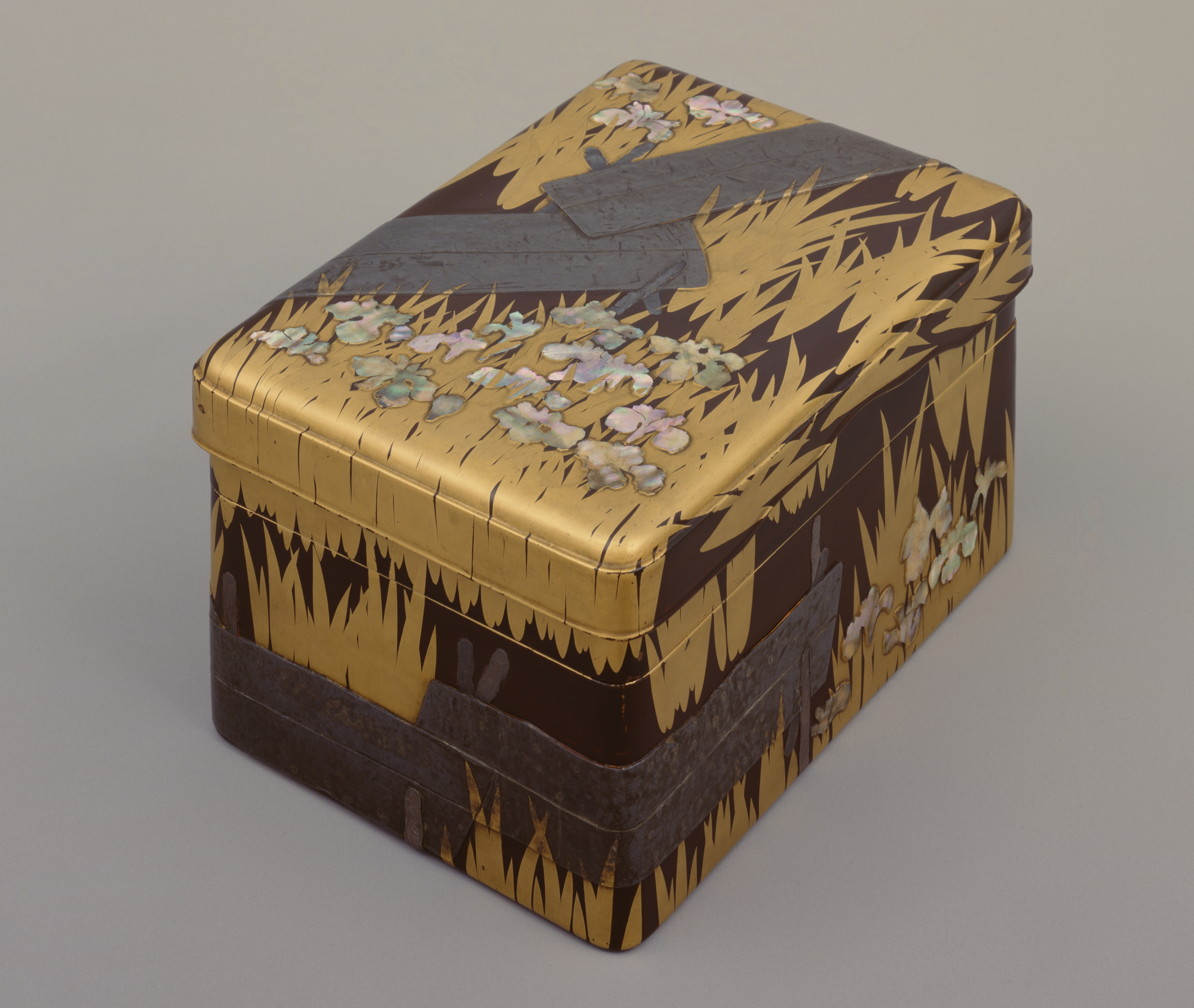
八橋蒔絵螺鈿硯箱、尾形光琳作、江戸時代、18世紀、国宝、東京国立博物館蔵

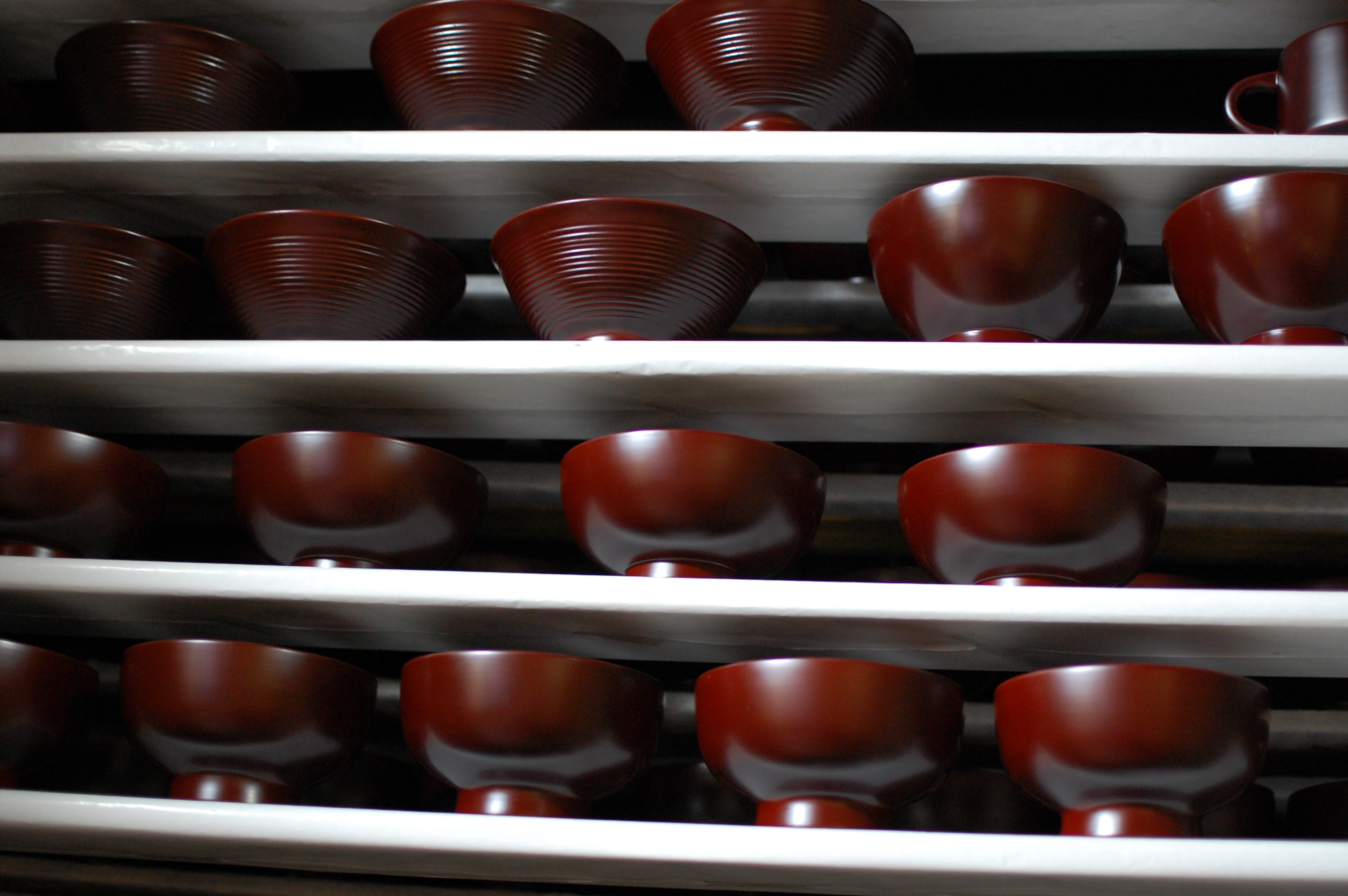
漆器の乾燥作業中の様子

漆器（しっき）は、木や紙などに漆を塗り重ねて作る工芸品である。狭義には「漆を塗った食器」の意味であるが、広義では漆が塗られた漆工品全般が含まれる。歴史的にアジアを中心とした国で、食器、箱、箪笥、台、棚、車体などの様々な用途で作られ、日用品から高度に装飾された美術工芸品まで多様な工芸品が作られた。漆を表面に塗ることで器物は格段に長持ちする。
ウルシから採れる加工した樹液を漆と言い、これを加工された素地（きじ：素材が木の場合には「木地」）に下地工程、塗り工程と、細かく挙げると30から40になる手順を経て漆器に仕上げていく。この工程は漆工と言われそれぞれに名前があり、生産地別で考え出された漆工も合わせると多岐にわたる。利用される素地には、よく乾燥された木材、竹、紙、金属などがあり、現代では合成樹脂も使われている。更に、漆にセルロースナノファイバー(CNF)を混ぜて光沢や強度を高める技術が開発される など、時代とともに変化している。
天然の木地や漆を用いた伝統的な漆器に対し、合成樹脂や合成塗料を用いたものを合成漆器という。

## アジアの漆器

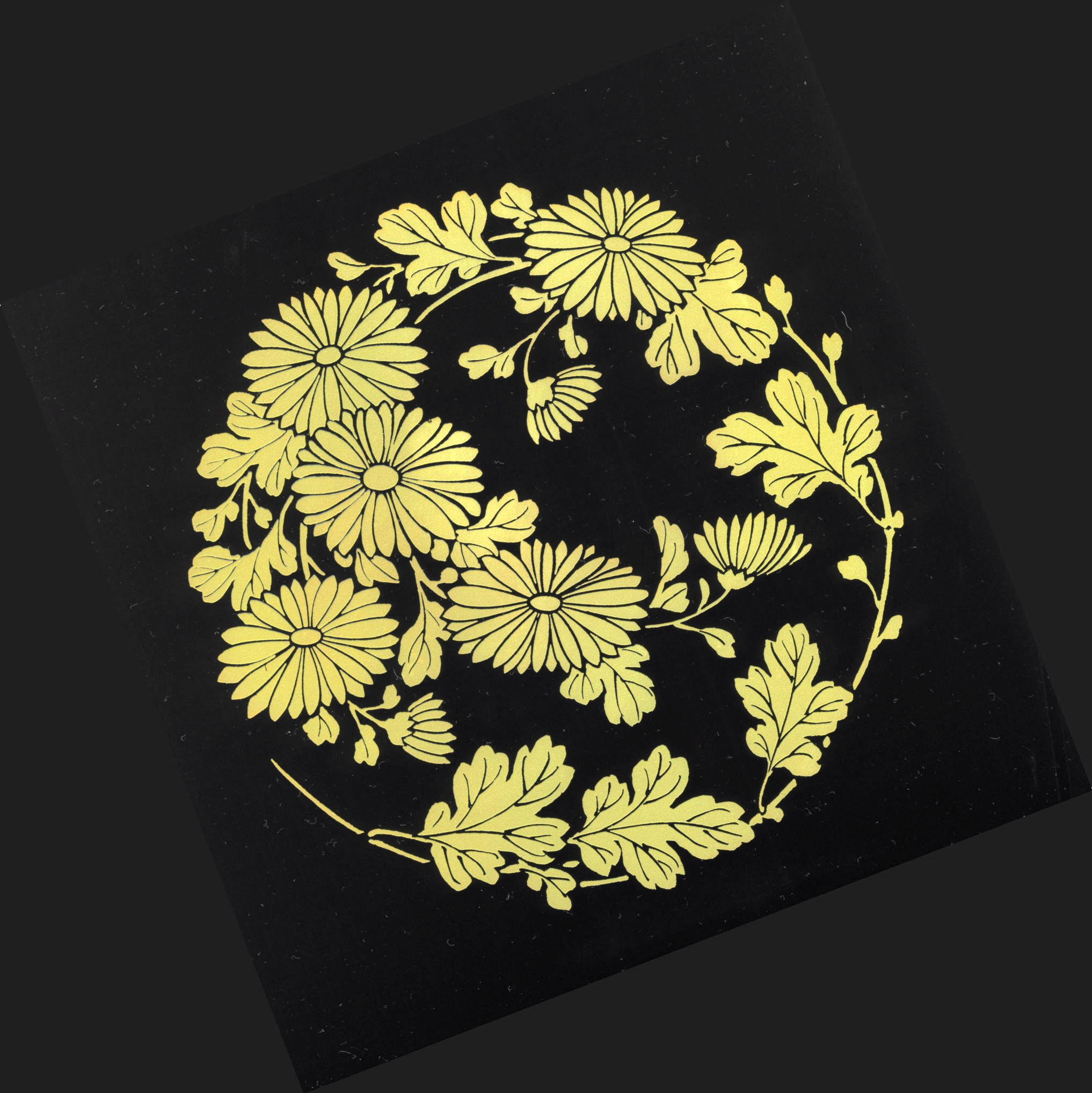
漆器の板屏風に蒔絵の技法で描かれた菊。蒔絵は日本で発展した代表的な漆工である。

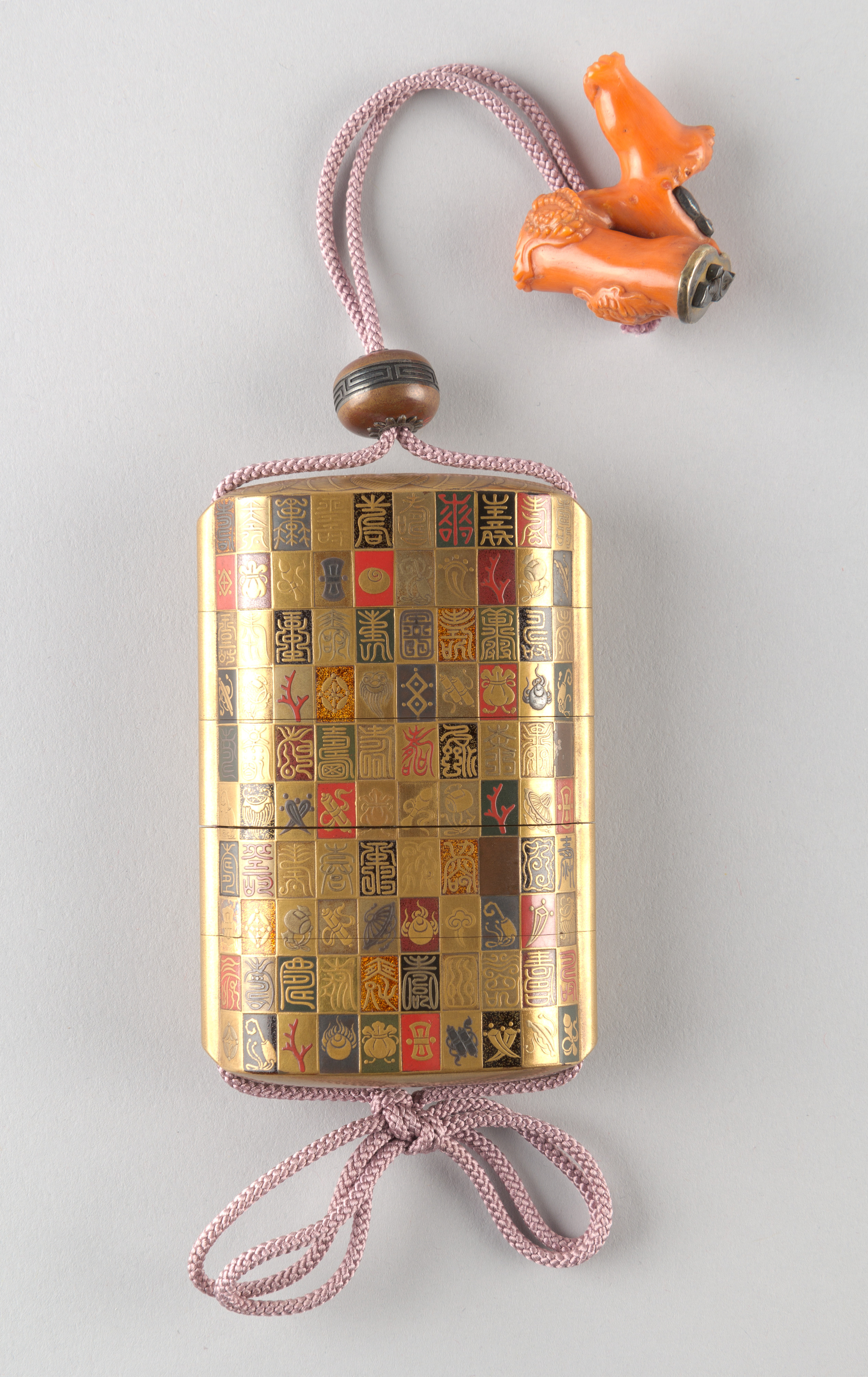
壽字吉祥文蒔絵印籠、江戸時代、18世紀後半、メトロポリタン美術館蔵

漆器は日本を含む東アジア、東南アジア、南アジア地域に広く見られる。
日本では北海道垣ノ島遺跡から世界最古である約9000年前の副葬品が出土しており、この発見により、日本が縄文時代早期前半から漆工芸技術を持っていたことが判明した。平安時代以降、漆器の装飾技法の蒔絵の様々な技法が開発され、その後の日本の漆器の製法とデザインを決定づけ、高級品では螺鈿、象嵌、沈金、平文などの装飾技法と併用されている。安土桃山時代には南蛮貿易で多くの日本の漆器が輸出され、欧州の権力者や宗教家たちを魅了した。そして江戸時代にかけて技法と美術的価値が大きく発展し、琳派の屏風のデザインが漆器に応用されたり、漆で極めて高度に装飾された印籠・刀剣の鞘・甲冑などが製作され、武家や町人の間で流行した。また漆工の伝播により日本各地に次々と名産地が生まれた。幕末から明治にかけては技法と美術的価値がますます発展した。特に明治新政府が殖産興業の一環として高度な工芸品を輸出産業の柱にして漆工家たちに国際博覧会に出品するよう奨励すると、国の威信をかけて製作された漆器の品質は最高度に達し、大量の漆器が外国に輸出された。その後、日本の工業化と日本人のライフスタイルの西洋化もあって、幕末から明治にかけての最高度の漆器はほぼ全量が海外に流出し、技術もほぼ失われたが、1980年代以降、村田理如が海外から買い戻して清水三年坂美術館を開設したり、雲龍庵が当時の印籠や貝桶を再現したりするなど、様々な試みが続けられている。またライフスタイルの西洋化により漆器の需要も大きく減退したが、現在も各地の名産地で漆器の製作が続けられている。
中国では自然木のウルシが、特に河北省、湖北省、四川省、雲南省などに生えている。古代の遺品として浙江省の河姆渡遺跡で発見された約7400年前の木製の弓が、最古のものとされる。日本と同様に多くの美術的価値の高い漆芸品が残っている。少数民族である彝族は古くから酒器や食器として漆器を用いている。現在でも日常品として多く生産され使用されている。棺桶に漆を塗る地域がある。
朝鮮半島では紀元前代の漆が塗られた耳杯や案(机、台)などが出土している。また、高麗時代、李氏朝鮮時代と優れた芸術品が知られている。水鳥や柳の写景的な表現、独特な菊唐草文様の現存漆芸品 があり、李氏朝鮮時代の品には螺鈿も使用され、民芸的作風を持っている。かつて韓国では夜光貝を使用した螺鈿細工が有名だったが衰退し、現在は南部に数件残るのみでほぼなくなっている。
ベトナムでは、漆で絵画を描くソン・マイ（en:Lacquer painting#sơn mài）という漆塗技法が知られている。（ベトナム語で「ソン」は色を塗る、「マイ」は磨くを意味する）。作品は西洋絵画風、東洋の山水画風など様々である。古くから存在した漆器・漆工文化に、フランス植民地支配下の1925年設立された「インドシナ美術学校」で教えられた西洋美術が融合して生み出された。製法はまず板に布を貼って、おがくずを摺り込んで固める。その上に漆や泥などを塗り、研ぐ工程を反復して表面を滑らかにする。顔料を加えた色漆で描画し、さらに卵の殻や貝殻、金箔・銀箔も使って複雑な色調や立体感、質感を表現する。その後衰退が見られたが、1980年代に政府が漆器の文化的、経済的需要を見込み、漆器を含む工芸品に投資する会社を奨励した。結果、今日ではベトナム産の漆器を見かけることになった。
ミャンマーではビルマウルシ（Gluta usitata; シノニム: Melanorrhoea usitata）から採れる樹液が原料である。絞り出された樹液は淡い黄色をしているが空気に触れると黒に変化する。漆塗され磨かれると耐水や耐熱に優れる漆面となる。16世紀にバインナウンがマニプルやチェンマイ、中国の雲南省などを征服した際、連れ帰った大勢の職人が製作したのが始まりとされる。バガンが主要生産地であり、何世紀にもわたって伝統的な漆工が現在も成されているが、旅行者の減少、樹脂含む材料費の高騰が原因で2009年までに200を超える製作所のうち3分の2以上が閉鎖されてしまっている。
ブータンでは仏事に用いる食器に漆が塗られている。仏教の信仰心に厚いブータンでは殺生が堅く禁止されているため漆の樹を掻くことをしない。よって取れた葉の茎から染み出す漆を塗りつけることでしか漆の塗布ができない。売り物ではないため、外国人が目にしたり購入することはとても難しい。

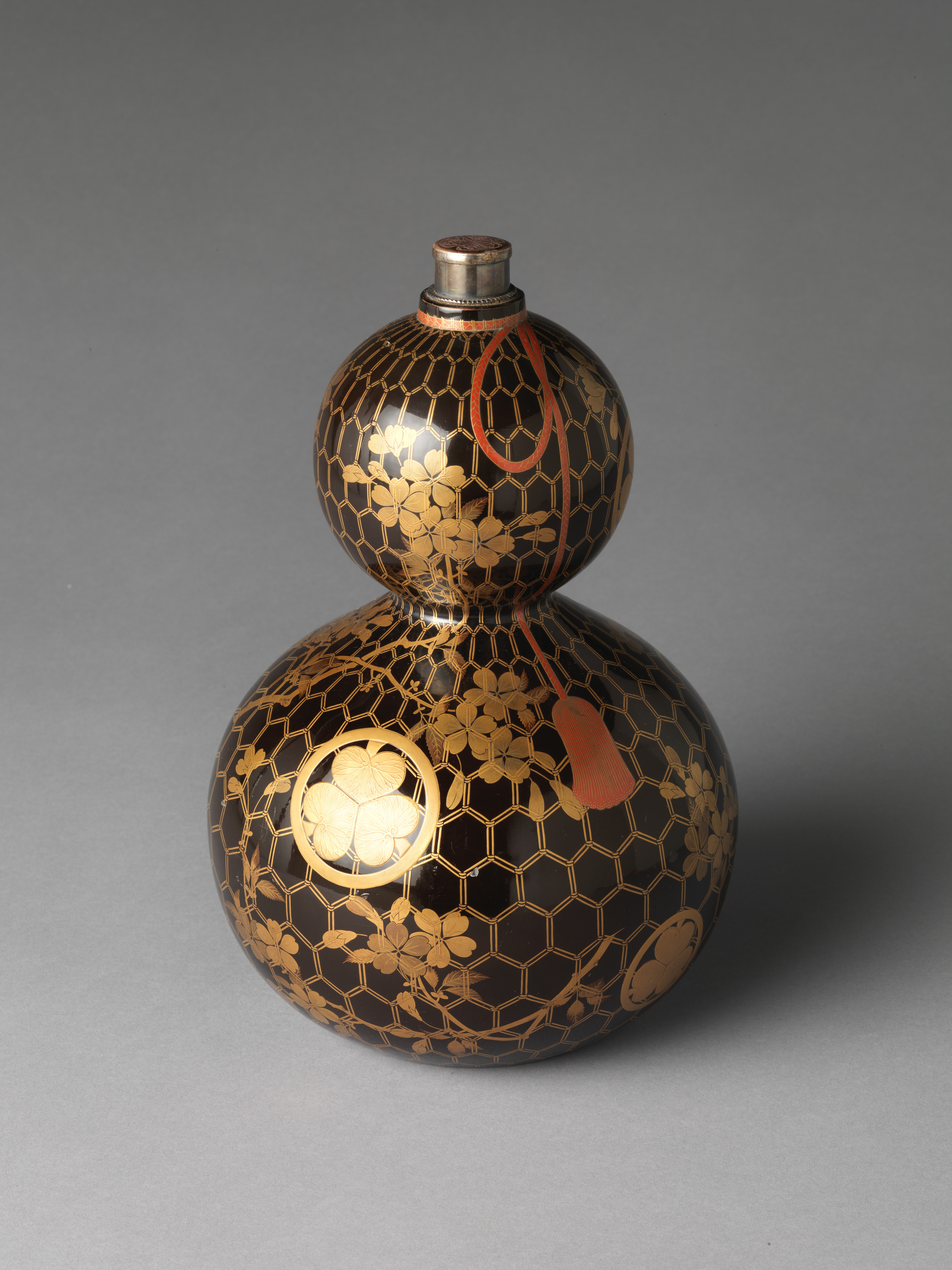
徳川氏の三つ葉葵紋が描かれたひょうたん型の酒器、江戸時代、18世紀、メトロポリタン美術館蔵
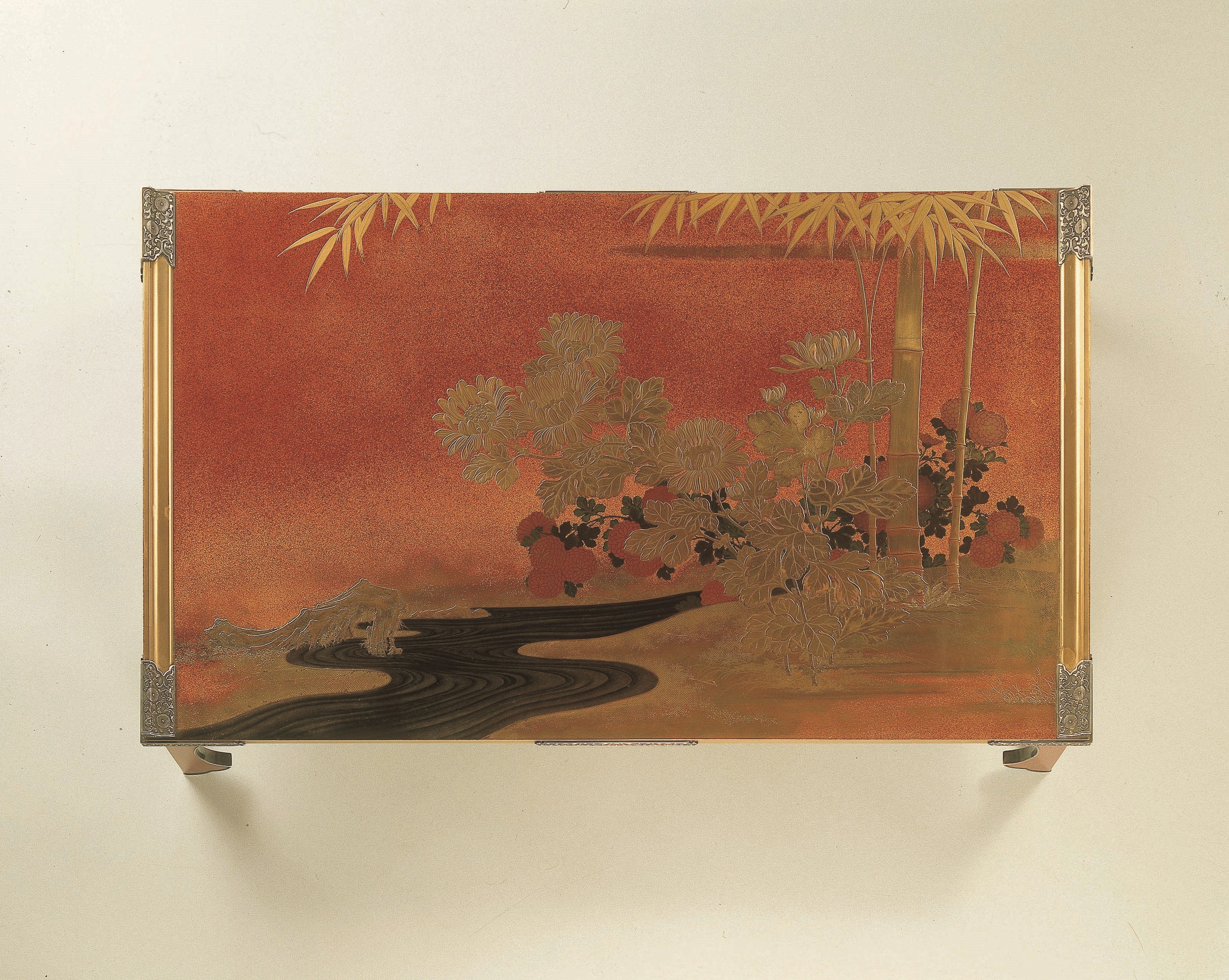
白山松哉作の文台、明治時代、19世紀、ハリリコレクション蔵
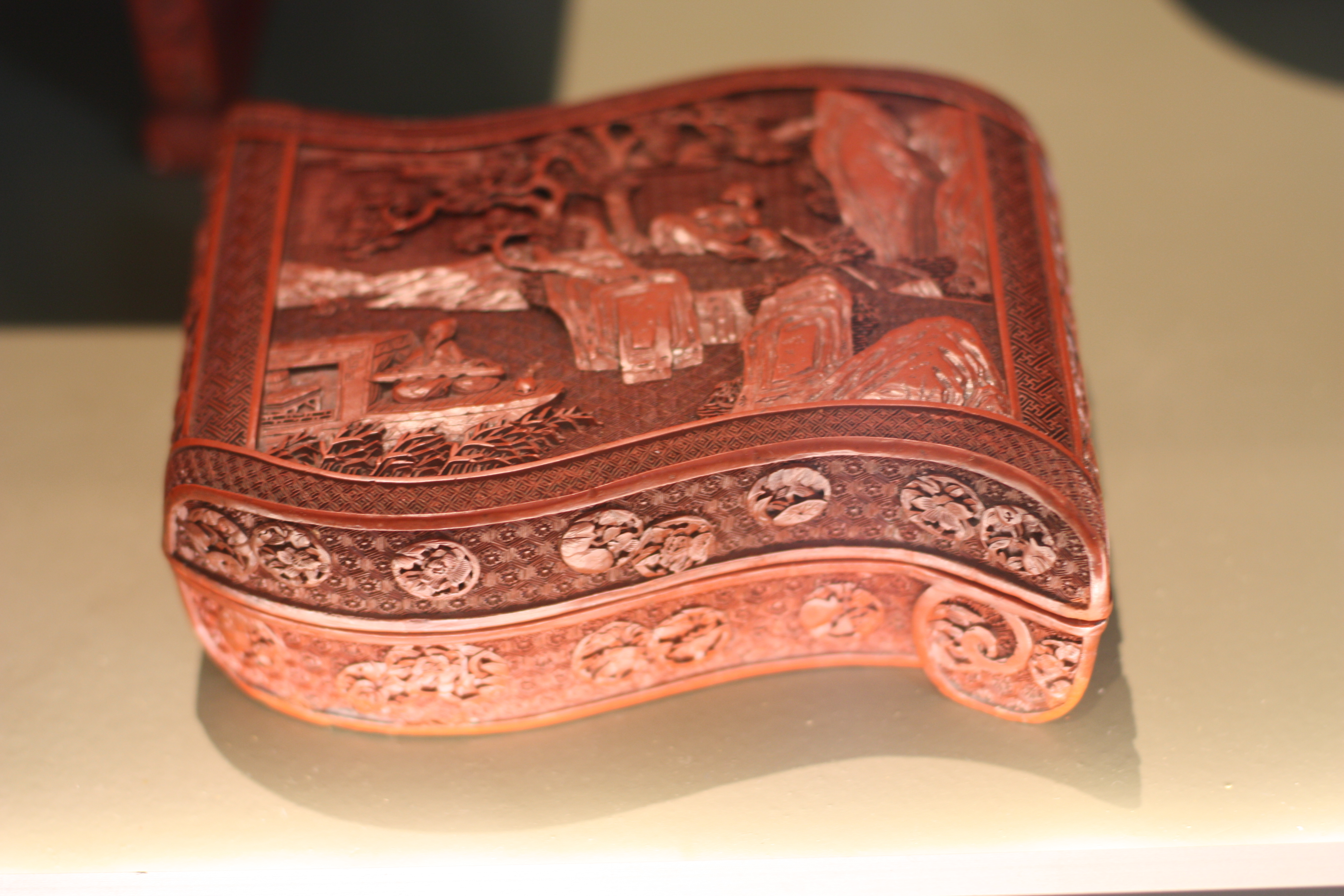
中国の漆箱、細かく彫漆されている
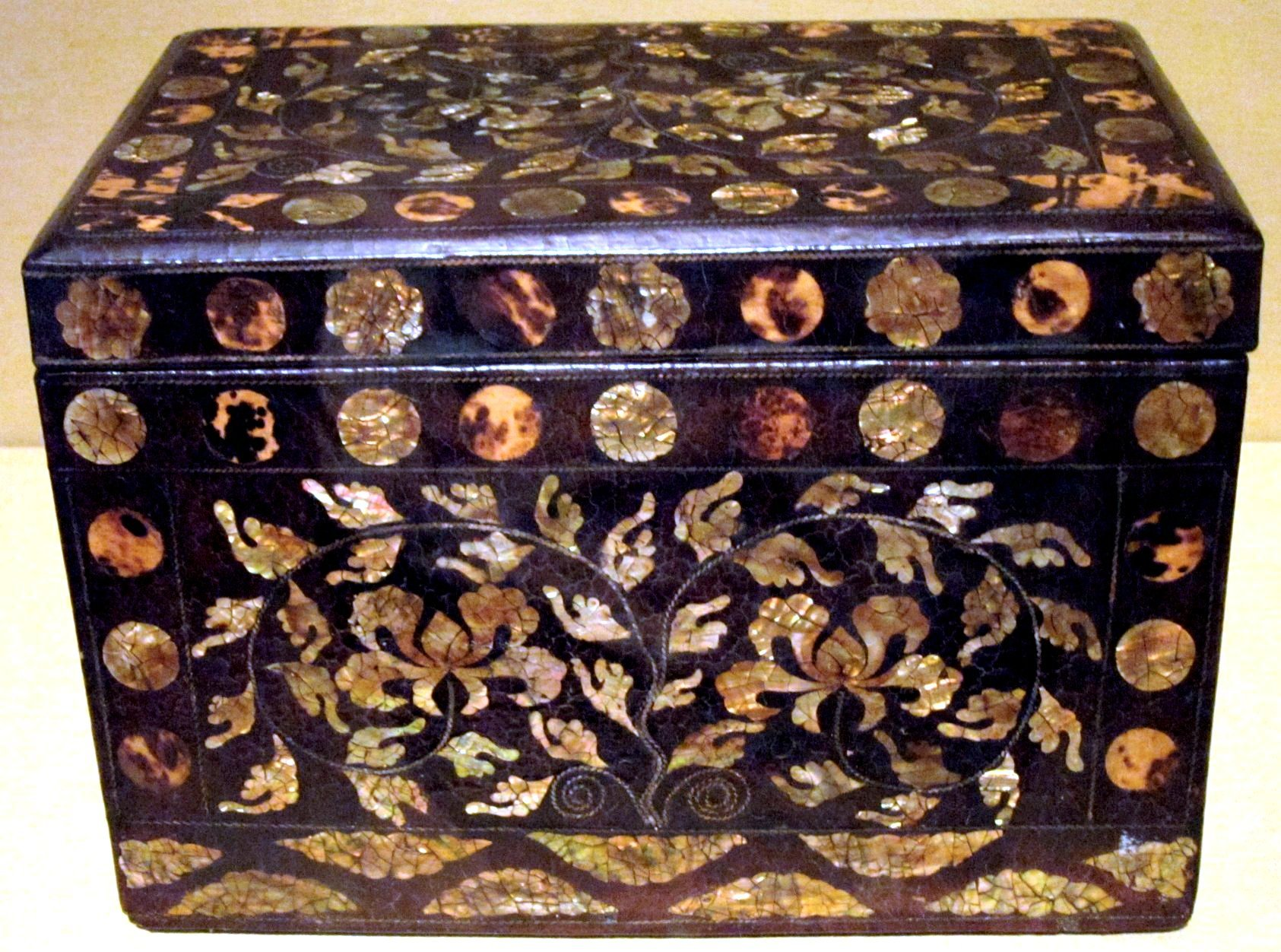
朝鮮半島の漆箱、18世紀中頃、ホノルル美術館蔵
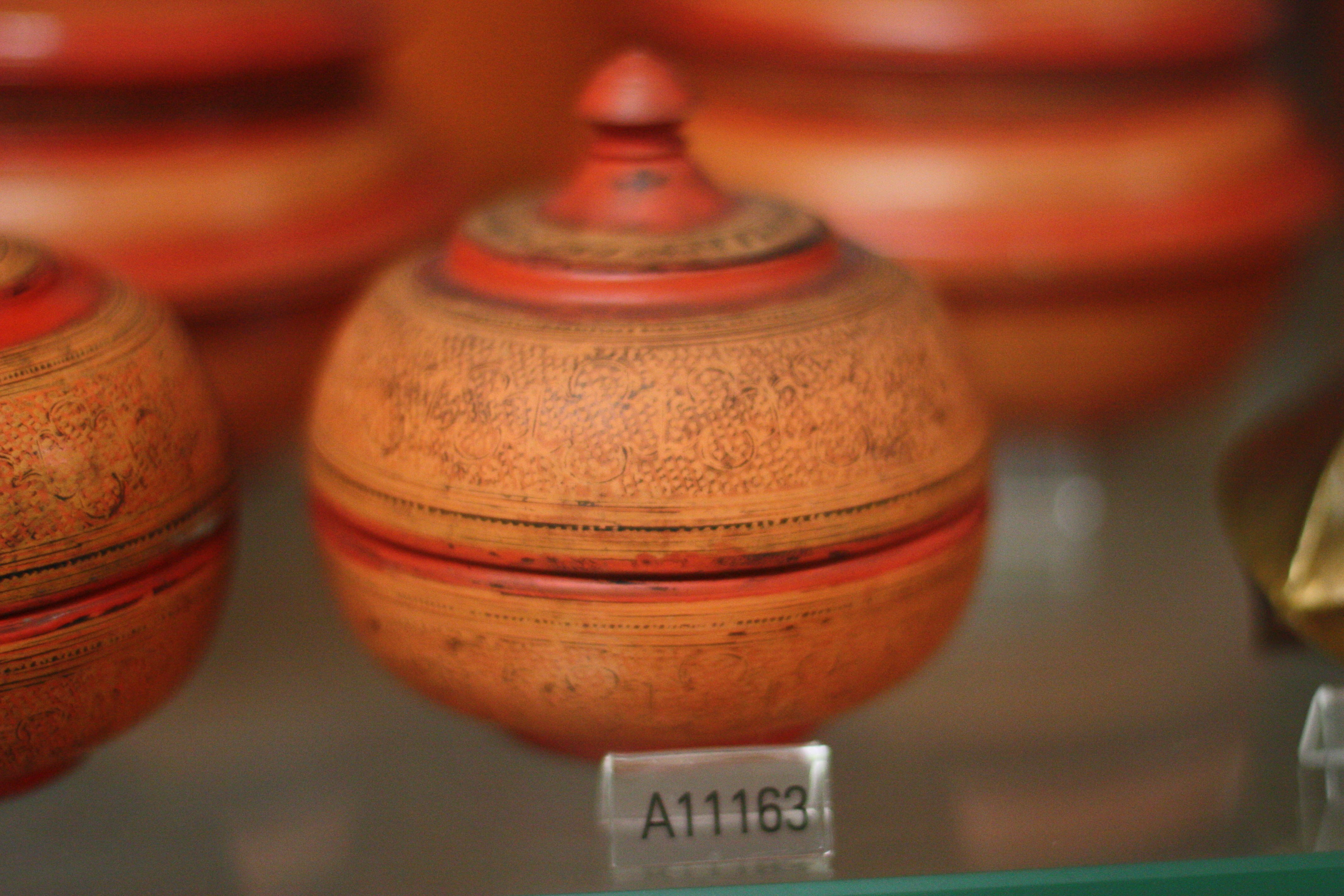
ミャンマーの漆器
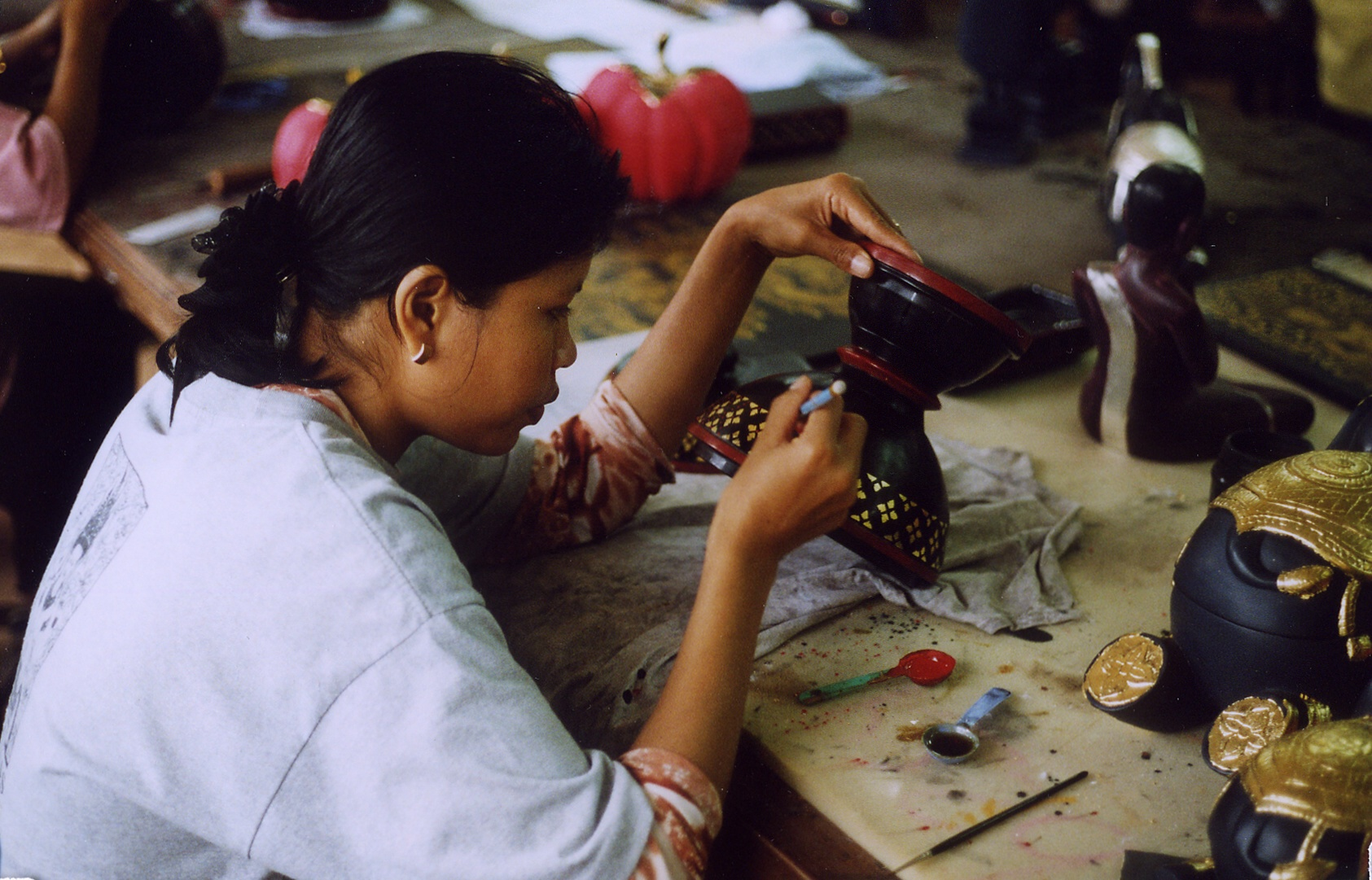
カンボジアでの製作風景

## 欧州の『漆器』

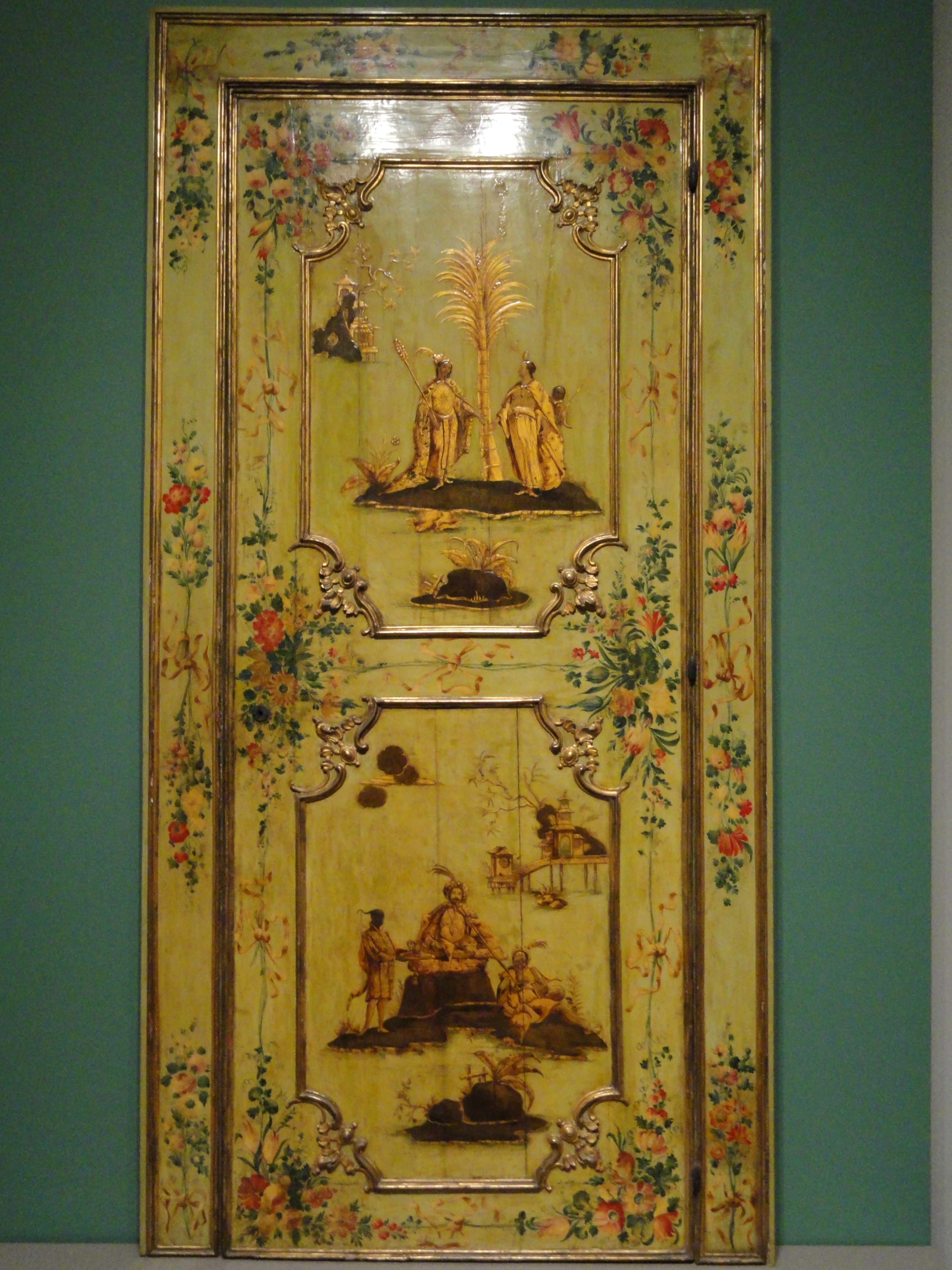
ジャパニングされた扉、1750年代、ジョヴァンニ・バッティスタ・ティエポロ作、シカゴ美術館

ウルシの生息域は東アジアから南アジアに限られており、漆器は当地域の特産品と言える。日本で製作された漆器が16世紀末から西欧に輸入され、ヨーロッパの人々は最初は単に模倣品を作って楽しんだが、日本から来る美しさと耐久性を兼ね備えた漆器を自分達で生産しようと、漆の代わりに、ワニス、シェラックなどを使った新しい技法を編み出した。それらの溶剤および模倣作品は「ジャパン」、技法が「ジャパニング」と呼ばれた。その技法はシノワズリの流行とともに主にフランス、イギリス、ドイツへと広まっていった。18世紀に入ると開発が進み、さらなる耐久性と、当時東洋の「漆」が持っていなかった白色の表面を手に入れた。これは欧州で生まれた独自技術である。20世紀には、建築家のアイリーン・グレイやジャン・デュナンといった漆芸家が活動した。

### 「japan」の呼称
中国の陶磁器だけでなく磁器全般を「china」と表記することがあるように、日本では、日本の漆器に限らず漆器全般を「japan」と表記することがある。しかし、上記の欧州の漆器でも述べたように日本の漆器の模倣品「ジャパニング」の意味もあるため、日本製を「japan」と表記するのは誤りであると指摘されている。（ラッカー#ジャパニング、デコパージュも参照）英米の英語辞典にはjapan欄に「漆」、「漆器」の意味は載っていない。

## 最古の漆器

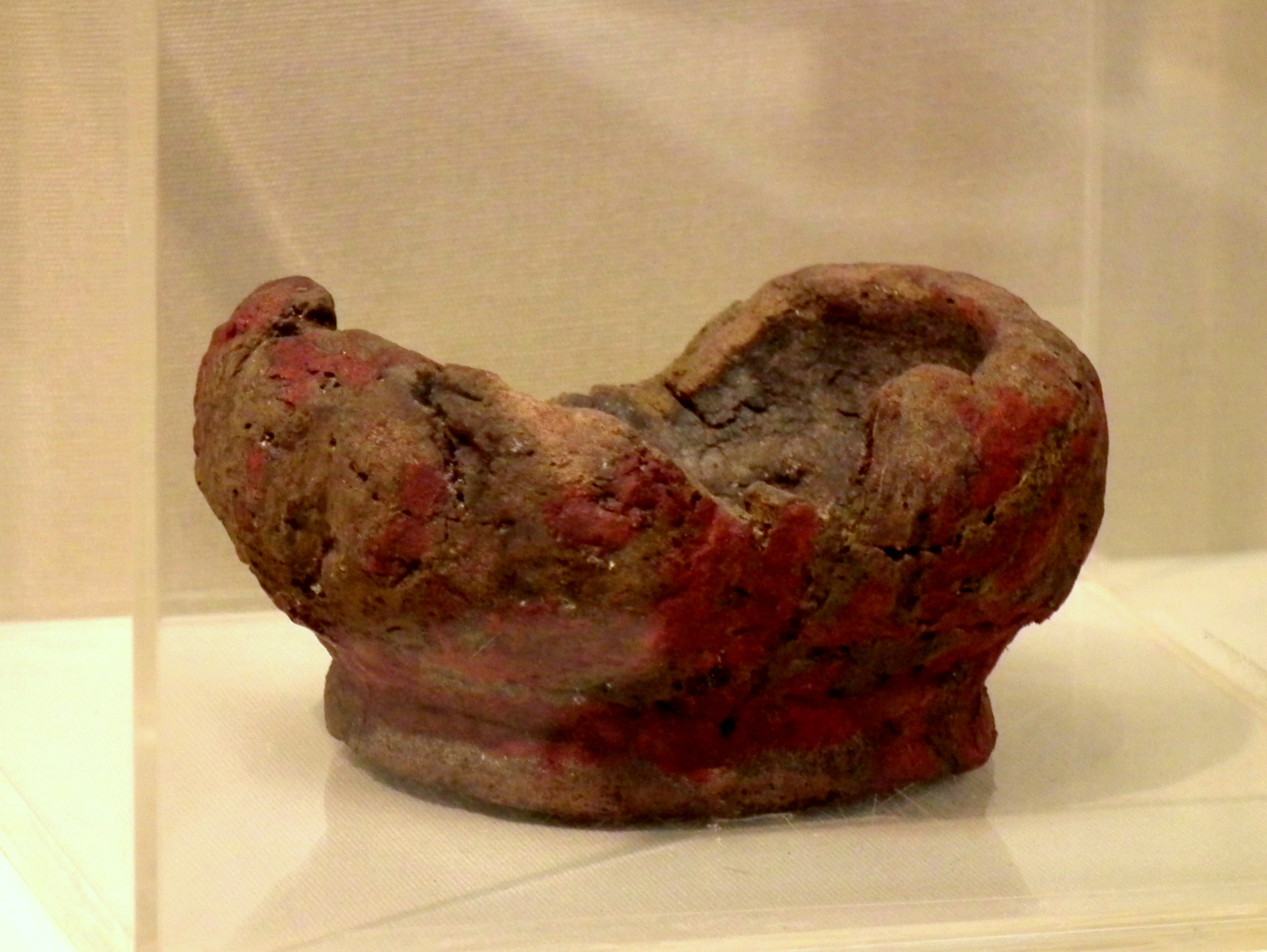
河姆渡文化時期の赤い漆の塗られたお椀。（浙江省博物館）

長江河口にある跨湖橋遺跡で発掘された河姆渡文化期の木弓は、放射性炭素年代測定で約7500～7400年前と示されたことから、漆器は中国が発祥地で技術は漆木と共に大陸から日本へ伝わったと考えられていた。ところが、北海道函館市南茅部地区から出土した漆の装飾品6点が、米国での放射性炭素年代測定により中国の漆器を大幅に遡る約9000年前（縄文時代早期前半）の装飾品であると確認された。縄文時代の集落と生活様式の変遷が確認できる垣ノ島遺跡からは、赤漆を染み込ませた糸で加工された装飾品の他に、黒漆の上に赤漆を塗った漆塗りの注口土器なども発見されている。さらに、福井県（鳥浜貝塚）で出土した漆の枝は、放射性炭素（Ｃ14）年代測定法による分析の結果、世界最古の約 12600年前（縄文時代草創期）のものであると確認された。更なる調査で技術的に高度な漆工芸品である「赤色漆の櫛」も出土、この他に、木製品、丸木船、縄、編物、その加工に用いられた工具なども相次いで出土しており、漆工芸品も含めた木材加工の関連品が発見されている。こういった遺構、遺品から、日本では縄文時代草創期末にはウルシを生育していたと考えられている。
上記の垣ノ島遺跡から出土した漆器は2002年12月28日の深夜、8万点に及ぶ出土文化財や写真、図面とともに火災にあった。幸い形の認識と繊維状の痕跡がはっきりと視認できる部分は焼失を免れ、2004年の4月には12ページの調査報告『垣ノ島B遺跡出土漆製品の分析と保存処理』が出された。
2021年中国浙江省井頭山遺跡で新たに木器2点が発掘され、放射性炭素年代測定で約8200年前のものであることが分かった。この漆器が2021年現在、中国最古の漆器となった。